# Rhenzy Feliz
Rhenzy Feliz (* 26. Oktober 1997 in New York City, New York) ist ein US-amerikanischer Schauspieler. Bekanntheit erlangte er durch seine Rolle als Alex Wilder in der Hulu-Serie Marvel’s Runaways. Seine erste Rolle übernahm er 2016 in zehn Folgen der Serie Casual.

## Leben
Feliz lebte einige Zeit im US-Bundesstaat Florida, nachdem seine Mutter sich gegen ein Leben in der Bronx entschieden hatte. Sie finanzierte den gemeinsamen Lebensunterhalt mit Gelegenheitsjobs, weshalb die Familie häufig umzog. So hatte der junge Feliz bis zur dritten Klasse bereits acht Schulen besucht.
Mit der erneuten Heirat seiner Mutter zog die Familie nach Kalifornien und Feliz wechselte auf die Santa Monica High School.
Bereits im Alter von sechs Jahren zeigte Feliz Interesse an den darstellenden Künsten und war als Karaoke-Sänger auf der Bühne zu sehen. Doch in der frühen Highschoolzeit legte er den Fokus zunächst auf seine Aktivität als Baseballspieler. Mit der Zeit erkannte er, dass der Sport nicht seine wahre Leidenschaft war und begann, sein früheres Interesse weiter zu verfolgen. Feliz engagierte sich im Schultheater und schloss die Highschool letztlich mit dem Schwerpunkt im Fach Schauspiel ab.
Seine erste wiederkehrende Rolle war die des Spencer in der Serie Casual. 2017 wurde er dann für eine Rolle in Teen Wolf besetzt. Durch den Erfolg der Serie wurde er mit seinem Auftritt darin berühmt. Noch im selben Jahr feierte er seinen Durchbruch als Alex Wilder in Marvel’s Runaways.
Seit 2018 ist Feliz in einer Beziehung mit der kolumbianischen Schauspielerin Isabella Gomez.

## Filmografie
- 2016: Casual (Fernsehserie, 10 Folgen)
- 2017: Teen Wolf (Fernsehserie, 5 Folgen)
- 2017–2019: Marvel’s Runaways (Fernsehserie, 33 Folgen)
- 2018: Kevin (Probably) Saves the World (Fernsehserie, Folge 1x14)
- 2020: All Together Now
- 2021: American Horror Story (Fernsehserie, Folge 1x03)
- 2021: The Same Storm
- 2021: Encanto (Sprechrolle)
- 2021: The Tender Bar
- 2024: Penelope (Fernsehserie, 2 Folgen)
- 2024: The Penguin (Miniserie, 8 Folgen)
- 2025: The Mastermind